# Randsfjordferja Elrond
Die Randsfjordjerja Elrond ist eine als Katamaran gebaute norwegische Doppelendfähre.

## Geschichte
Die Fähre wurde unter der Baunummer 2019-0459 auf der niederländischen Werft Holland Shipyards in Hardinxveld-Giessendam gebaut. Die Kiellegung fand am 22. Juni 2020 statt. Da die Fähre in Norwegen auf einem Binnengewässer eingesetzt wird, wurden auf der Bauwerft einzelne Sektionen gefertigt, die nach Norwegen transportiert und vor Ort zusammengesetzt wurden. Die Baukosten der Fähre beliefen sich auf rund 72 Mio. norwegische Kronen.
Die Fähre wurde Ende Januar 2022 in Dienst gestellt. Sie verkehrt über den Randsfjord zwischen Horn und Tangen und ersetzte dort die über 70 Jahre alte Randsfjordferja II, die bereits Ende 2021 außer Dienst gestellt wurde.
Die Fährverbindung ist die letzte ganzjährig betriebene Fährverbindung über ein Binnengewässer in Norwegen.
Der Schiffsentwurf stammt von Ola Lilloe-Olsen.

## Technische Daten und Ausstattung
Die Fähre wird von zwei Elektromotoren mit jeweils 250 kW Leistung angetrieben. Diese wirken auf zwei Propellergondeln. Für die Stromversorgung stehen Akkumulatoren mit einer Kapazität von 678 kWh zur Verfügung. Die Akkumulatoren werden am Anleger in Tangen aufgeladen. Zusätzlich steht für die Stromerzeugung an Bord ein von einem Scania-Dieselmotor mit 380 kW Leistung angetriebener Stamford-Generator zur Verfügung. Der Dieselmotor kann mit Biodiesel betrieben werden.
Die Fähre kann 16 Pkw befördern. Die Passagierkapazität beträgt im Sommer 65 Personen und im Winter 48 Personen.